# Leucauge splendens
Leucauge splendens este o specie de păianjeni din genul Leucauge, familia Tetragnathidae. A fost descrisă pentru prima dată de Blackwall, 1863. Conform Catalogue of Life specia Leucauge splendens nu are subspecii cunoscute.